# Steve Wegerle
Steve Wegerle, né le 15 mai 1953 à Pretoria, est un ancien footballeur international sud-africain. Il est l'un des meilleurs buteurs et joueurs les plus capés de l'histoire des Rowdies de Tampa Bay (1975-1993). 
Ses frères Geoff et Roy ont également été joueurs de football professionnel.

## Biographie

### Débuts en Afrique du Sud
Il commence sa carrière de football dans deux clubs de Pretoria : Leyland Motors et Arcadia Shepherds. Il joue alors sur l'aile droite pendant que son frère Geoff joue sur le côté opposé.
Le 20 avril 1974, il participe au premier match en Afrique du Sud où prennent part Noirs et Blancs, une pratique normalement interdite par l'apartheid. Ce match oppose une équipe de joueurs blancs à une autre de joueurs noirs.
C'est avec Arcadia qu'il est nommé joueur de l'année en 1974 en Afrique du Sud.

### Feyenoord Rotterdam
Il est recruté à la suite d'un conseil donné par un expatrié néerlandais en Afrique du Sud, Marinus Perlee, à son beau-père Jan Linssen (nl),. Linssen est un ancien joueur de Feyenoord et contacte le club pour leur faire part du conseil. Le club dépêche alors le « manager » du club, Guus Brox, en Afrique du Sud pour observer Steve Wegerle. Il assiste à un match et conçoit à le recruter. Néanmoins Steve ne veut bien venir aux Pays-Bas que si son frère se voit lui aussi offrir un contrat. Ils signent tous les deux pour deux ans avec possibilité qu'une des deux parties rompe le contrat après deux semaines ou après un an. Feyenoord n'étant pas obligé de verser une indemnité à Arcadia si les joueurs ne restent pas plus d'un an.
Il joue son premier match lors d'un amical face au Vitesse Arnhem, puis son second face à Derby County au stade Feijenoord devant 41 000 spectateurs. À cette occasion Trouw salue sa performance et considère qu'il est capable de devenir la coqueluche des supporteurs.
Son premier match officiel est le 17 août 1975 lors d'un déplacement face au FC Utrecht.
À l'occasion du tournoi de Barcelone fin août, il inscrit un but de la tête face au Spartak Trnava.
Végétant sur le banc de Feyenoord, il ne parvient pas à se faire une place en équipe première et commence rapidement à être considéré comme un « mauvais recrutement ».
Il rentre en cours de jeu lors du match aller de la Coupe UEFA face à Ipswich Town et joue l'intégralité du match retour en Angleterre. Cette rencontre, à l'instar de sa première apparition en Eredivisie face à Utrecht, sont les seules parties qu'il dispute en entier, étant sinon cantonné à jouer une vingtaine de minutes par match.
Steve et son frère Geoff sont libérés par Feyenoord en mars 1976 et retournent en Afrique du Sud avant de partir aux États-Unis. Les deux frères qui ont perdu confiance en eux tout au long de la saison, sans jamais réussir à s'imposer, sont alors considérés comme comptant parmi les plus grands « flop » de Feyenoord,.

### États-Unis
Sa présence simultanée en compagnie d'autres Sud-Africains au Cosmos de New York provoque à plusieurs reprises des controverses, en raison de sa nationalité et de la condamnation internationale de la politique d'apartheid en cours dans son pays natal. Une tournée à Trinité-et-Tobago doit être annulée pour cette raison, et lors de l'été 1981 le Chakhtar Donetsk refuse de jouer un match si Wegerle y prend part,.

## Palmarès
- Avec  Arcadia Shepherds
  - Champion d'Afrique du Sud en 1974
  - Vainqueur de la Coupe de la NFL en 1974
  - Vainqueur de l'UTC Bowl Cup en 1974

- Avec les  Rowdies de Tampa Bay
  - Vainqueur de la NASL en intérieur en 1980

- Avec le  Cosmos de New York
  - Vainqueur du Soccer Bowl (en) en 1982 (en)

## Statistiques détaillées

### Parcours professionnel
| Saison                | Club                     | Championnat           | Championnat | Championnat | Championnat | Coupe(s) nationale(s) | Coupe(s) nationale(s) | Coupe(s) nationale(s) | Compétition(s) continentale(s) | Compétition(s) continentale(s) | Compétition(s) continentale(s) | Compétition(s) continentale(s) | Total | Total | Total |
| Saison                | Club                     | Division              | M.          | B.          | P.d.        | M.                    | B.                    | P.d.                  | Comp.                          | M.                             | B.                             | P.d.                           | M.    | B.    | P.d.  |
| 1975-1976             | Feyenoord Rotterdam      | Eredivisie            | 5           | 0           | -           | -                     | -                     | -                     | C3                             | 2                              | 0                              | 0                              | 7     | 0     | 0     |
| 1977                  | Tampa Bay Rowdies        | NASL                  | 26          | 5           | 11          | -                     | -                     | -                     | -                              | -                              | -                              | -                              | 26    | 5     | 11    |
| 1978                  | Tampa Bay Rowdies        | NASL                  | 26          | 7           | 12          | -                     | -                     | -                     | -                              | -                              | -                              | -                              | 26    | 7     | 12    |
| 1979                  | Tampa Bay Rowdies        | NASL                  | 29          | 3           | 21          | -                     | -                     | -                     | -                              | -                              | -                              | -                              | 29    | 3     | 21    |
| 1980                  | Tampa Bay Rowdies        | NASL                  | 29          | 9           | 15          | -                     | -                     | -                     | -                              | -                              | -                              | -                              | 29    | 9     | 15    |
| 1981                  | Tampa Bay Rowdies        | NASL                  | 10          | 2           | 2           | -                     | -                     | -                     | -                              | -                              | -                              | -                              | 10    | 2     | 2     |
| 1981                  | New York Cosmos          | NASL                  | 8           | 0           | 4           | -                     | -                     | -                     | -                              | -                              | -                              | -                              | 8     | 0     | 4     |
| 1982                  | New York Cosmos          | NASL                  | 25          | 3           | 5           | -                     | -                     | -                     | -                              | -                              | -                              | -                              | 25    | 3     | 5     |
| 1983                  | Fort Lauderdale Strikers | NASL                  | 19          | 0           | 4           | -                     | -                     | -                     | -                              | -                              | -                              | -                              | 19    | 0     | 4     |
| 1984                  | Tampa Bay Rowdies        | NASL                  | 23          | 3           | 14          | -                     | -                     | -                     | -                              | -                              | -                              | -                              | 23    | 3     | 14    |
| 1988                  | Tampa Bay Rowdies        | ASL                   | 17          | 4           | 4           | -                     | -                     | -                     | -                              | -                              | -                              | -                              | 17    | 4     | 4     |
| 1989                  | Tampa Bay Rowdies        | ASL                   | 19          | 4           | 10          | -                     | -                     | -                     | -                              | -                              | -                              | -                              | 19    | 4     | 10    |
| 1990                  | Tampa Bay Rowdies        | APSL                  | 11          | 1           | 3           | -                     | -                     | -                     | -                              | -                              | -                              | -                              | 11    | 1     | 3     |
| Total sur la carrière | Total sur la carrière    | Total sur la carrière | 247         | 41          | 105         | 0                     | 0                     | 0                     | -                              | 2                              | 0                              | 0                              | 249   | 41    | 105   |

## Vie privée
Steve Wegerle grandit à Pretoria. Deux de ses grands-parents viennent de Stuttgart et ont émigré en Afrique du Sud à la fin de la Seconde Guerre mondiale, une de ses grands-mères est écossaise. 
Il se marie à Pretoria alors qu'il est joueur de Feyenoord, partant en Afrique du Sud immédiatement après un match face à Excelsior, le 16 novembre 1975, pour assister à la cérémonie.
Ses deux frères, Geoff et Roy sont également footballeurs. Il aide Roy à poursuivre ses études aux États-Unis au sein de l'université du Sud de la Floride, où il débute dans le soccer universitaire.